# Кулик-сорока африканський
Кулик-сорока африканський (Haematopus moquini) — вид сивкоподібних птахів родини куликосорокових (Haematopodidae).

## Поширення
Птах трапляється вздовж морського узбережжя та на шельфових островах Намібії та ПАР. Як залітний птах спостерігався в Мозамбіку та Анголі.

## Опис
Птах завдовжки 42—45 см, розмах крил 80—88 см, вага 665—735 г. Тіло повністю вкрите чорним оперенням. Довгий і міцний дзьоб яскравого червоного кольору. Ноги чорні. Навколо очей є червоне кільце.

## Спосіб життя
Трапляється вздовж морського узбережжя на скелястих берегах. Живиться переважно двостулковими молюсками, рідше крабами і поліхетами. Сезон розмноження припадає на листопад-квітень. Гніздо — це неглибоке заглиблення серед каміння, на відстані приблизно 30 м від межі моря. Кладка складається з двох яєць. Насиджують обидва партнери. Інкубація триває 27—39 днів. Молоді птахи можуть літати через 38 днів.